# جون غودارد
جون غودارد (بالإنجليزية: John Goddard)‏ هو قسيس بريطاني، ولد في 8 سبتمبر 1947.